# Katabanga
Katabanga ist ein Ort am Südende des Tabiteuea-Atolls in den zum Inselstaat Kiribati gehörenden Gilbertinseln im Pazifischen Ozean mit einer Landfläche von 0,74 km². 2020 hatte der Ort 82 Einwohner.

## Geographie
Der Ort Katabanga liegt auf dem gleichnamigen Motu im Süden des Atolls Tabiteuea. Das Motu zieht sich nach Süden und umgibt zusammen mit dem benachbarten Umaia Ataei eine Bucht der Lagune an der Südspitze des Atolls. Im Ort gibt es ein traditionelles Versammlungshaus (Katabanga Maneaba). Auf der südlichen Nachbarinsel liegt der Ort Taku. Im Norden schließt sich das Motu Buariki an.

## Klima
Das Klima ist tropisch heiß, wird jedoch von ständig wehenden Winden gemäßigt. Ebenso wie die anderen Orte des Tabiteuea-Atolls wird Katabanga gelegentlich von Zyklonen heimgesucht.